# Барабу (Висконсин)
Барабу (енгл. Baraboo) град је у америчкој савезној држави Висконсин.

## Демографија
По попису из 2010. године број становника је 12.048, што је 1.337 (12,5%) становника више него 2000. године.
| Група             | 2000.          | 2010.          |
| Белци             | 10.300 (96,2%) | 11.115 (92,3%) |
| Афроамериканци    | 55 (0,5%)      | 162 (1,3%)     |
| Азијати           | 56 (0,5%)      | 65 (0,5%)      |
| Хиспаноамериканци | 168 (1,6%)     | 446 (3,7%)     |
| Укупно            | 10.711         | 12.048         |